# Baltic Astronomy
Baltic Astronomy é uma publicação periódica internacional publicada pelo Institute of Theoretical Physics and Astronomy de Vilnius, Lituânia, para instituições astronômicas dos países bálticos. O primeiro volume do Baltic Astronomy foi publicado em 1992. Artigos de diversos países em todas as áreas da astronomia são aceitos, sem cobrança de taxas. 
Esta publicação periódica é bancada pelo Ministério da Educação e Ciências da Lituânia. O editor do jornal é 
Vytautas Straižys.
ISSN 1392-0049